# Sousloví
Sousloví je ustálené slovní spojení, sdružené pojmenování vytvářející lexikální jednotku.

## Sousloví v češtině
V češtině jsou sousloví tvořena nejčastěji ve větě jako podstatné jméno, rozvité přívlastkem shodným, tvořeným přídavným jménem; přívlastek stojí zpravidla před jménem (v antepozici) – vysoká pec, hroší kůže, v odborných výrazech za jménem (v postpozici) – hraboš polní, kyselina mravenčí. Přívlastek může mít i formu postupně rozvíjející – vyšší nervová činnost. Méně častý je přívlastek shodný tvořeným podstatným jménem – medvěd brtník, tetřev hlušec, existují i sousloví, utvořená s přívlastkem neshodným – stav beztíže, zákon zachování energie, postavení mimo hru. Poměrně málo se vyskytují sousloví tvořená se slovesem – brát ohled, vést válku. Specifickým způsobem tvoření sousloví jsou multiverbizace, tedy sousloví utvořená z jednoslovného výrazu opisem – vykonat návštěvu.